# Bambou River (Dominica)
Der Bambou River ist ein Zufluss des Crapaud Hall River im Osten von Dominica im Parish Saint Andrew.

## Geographie
Der Bambou River entspringt an der Nordflanke der Pagua Hills auf ca. 460 m über dem Meer und fließt zunächst in einem Nordbogen nach Osten an Entwistle (Kusuna) (556 m) vorbei, wendet sich dann in einem Südbogen noch Norden und mündet westlich von Crapaud Hall kurz oberhalb der Kitty Gutter Rivers von Süden und von rechts in den Crapaud Hall River. Der Fluss ist ca. 3 km lang.
Südlich der Pagua hills schließt sich das Einzugsgebiet des Pagua Rivers an.